# Oops I-Kooo
Oops I-Kooo (As Aventuras do Príncipe I-Kooo, no Brasil) é uma série de animação digital sul-coreana produzida pelo canal infantil EBS em 2011. A série voltada para o público infantil tendo como foco educação sobre a segurança, com traços e expressões que rementem aos Animes mesmo com a animação sendo em 3D.
No Brasil a série foi transmitida pela TV Escola de 2013 até 27 de fevereiro de 2016 

## História
I-Kooo é um príncipe encrenqueiro vindo de um planeta muito distante para a Terra se divertir com os humanos ao lado de sua serva B.B, porém suas travessuras muitas vezes o levam ao perigo cabendo sempre a jovem humana Remi a ter que protegê-lo e sempre ensiná-lo a fazer o que é certo para não sofrer acidentes.

## Personagens
- I-Kooo - É o príncipe espacial arrogante e encrenqueiro que veio morar na Terra na casa da senhorita Remi. É uma criança que está sempre fazendo travessuras muitas vezes se expondo aos perigos dos quais Remi sempre o impede de sofrer e o guia para fazer sempre o certo. Ele é auxiliado pela sua ursinha B.B que sempre segue suas ordens e o ajuda a fazer o que ele quer nos limites impostos por Remi. Por vezes ele tenta passar sobre as ordens de Remi, mas sempre é forçado a fazer o que é certo no final dos episódios. Dublado por Luiz Sérgio Vieira
- B.B - É a ursa robótica de pelúcia serva do I-Kooo, a quem ele sempre chama de "alteza". É fiel ao príncipe muitas vezes aturando seus abusos e fazendo as vontades dele que muitas vezes o fazem entrar em encrenca, porém aparenta seguir mais as ordens diretas de Remi e impedir que ele sofra acidentes. B.B é também equipada com uma alta tecnologia alienígena e possui cerca de 23.565 funções, porém, em um episódio, descobriu-se uma função adicional tendo, em vista, cerca de 23.566 funções. Dublada por Bruna Laynes
- Remi - É uma mulher humana adulta, de aparentemente 20 anos, que serve como guardiã de I-Kooo, protegendo-o dos perigos que ele comete em suas travessuras na Terra. Muitas vezes se irrita e fica frustrada com o que I-Kooo faz e sempre dá aulas para ele o guiando pela segurança e impedindo de cometer façanhas perigosas em suas brincadeiras. Apenas B.B a chama ela pelo nome, pois I-Kooo chama Remi apenas de "humana". Dublada por Aline Ghezzi
- Conde Carman - O principal vilão da história. Aparentemente é um ser da mesma raça de I-Kooo, porém adulto que está frequentemente bolando planos para acabar com o príncipe e se tornar rei de seu planeta natal, mas nunca consegue, pois Remi sempre guia I-Kooo a não seguir sua influência e no final Carman sempre recebe os acidentes que ele queria fazer com I-Kooo. Assim como I-Kooo ele é auxiliado por três ursos robóticos semelhantes a B.B, porém sendo pretos. Dublado por Duda Espinoza
- Ursos Pretos - São os servos robóticos de Carman. Eles são fisicamente idênticos a B.B apenas mudando a cor da pele e dos olhos. Servem a Carman e o ajudam em seus planos, porém não possuem muitas aparições importantes. Seus nomes nunca foram revelados.